# Diagnostic présymptomatique
Un diagnostic présymptomatique est un test diagnostic permettant de détecter une maladie, en particulier une maladie génétique à transmission autosomique dominante, avant l'apparition des premiers symptômes. Demander un test présymptomatique peut chez certaines personnes induire une anxiété liée au fait qu'il peut éventuellement faire savoir que l'on va développer une maladie incurable.

## Maladies ciblées
Les principales cibles des diagnostics présymptomatiques sont les maladies neurodégénératives telles que la maladie de Huntington, à la suite de la découverte du gène responsable de la maladie en 1993.
Certaines formes d'Alzheimer, Parkinson ou Creutzfeldt-Jakob ainsi que certaines maladies neuromusculaires  ou cardiovasculaires, peuvent également être pré-diagnostiquées.
Dans le cas de la maladie de Parkinson, les recherches s'orientent également vers des biomarqueurs protéomiques, bien que les recherches n'aient pas encore abouti.

## Intelligence artificielle et diagnostic présymptomatique
L'intelligence artificielle (IA) semble devoir jouer un rôle croissant dans le diagnostic présymptomatique, notamment de maladies rares, permettant une détection précoce des maladies bien avant l'apparition des symptômes cliniques.
En 2025, déjà utilisée notamment dans les maladies dites non transmissibles, dont neurodégénératives, cardiovasculaires et oncologiques, diabète, qui se développent sur de longues périodes et persistent tout au long de la vie d’une personne, souvent sous l’influence de facteurs liés au mode de vie, à la génétique et à des expositions environnementales complexes, responsables de près de 74 % de tous les décès dans le monde selon l'OMS… l'IA contribue déjà à renforcer la médecine préventive, la rendant plus personnalisées et prédictive. Grâce à l'analyse de vastes ensembles de données médicales, incluant l'imagerie, les biomarqueurs, les données génomiques et les dossiers de santé, l'IA peut identifier des schémas subtils indicateurs de pathologies naissantes. Elle peut rendre les prévisions plus précises, mais aussi ensuite optimiser la prise en charge des patients en produisant des recommandations et en facilitant des interventions précoces, réduisant ainsi les complications et les coûts de traitement (par exemple, dans le contexte post-pandémique lié à la Covid-19, une étude a montré que l'apprentissage automatique peut contribuer à prédire les séquelles post-aiguës de la Covid-19, rien qu'en analysant les diagnostics et les prescriptions médicales antérieures.